# ستيغ بيني
ستيغ بيني هو لاعب كرة يد نرويجي. مثل منتخب النرويج لكرة اليد. بدأ تمثيل المنتخب في سنة 1996 ولعب معه 80 مباراة حتى سنة 2002. نافس في بطولة العالم لكرة اليد للرجال 2001.